# Добрич (община)
Добрич (болг. Община Добрич) — община в Болгарии. Входит в состав Добричской области. Население составляет 103 309 человек (на 16 июня 2008 года)..
Кмет (мэр) общины — Детелина Кирилова Николова

## Состав общины
В состав общины входят следующие населённые пункты:
1. город Добрич